# Велика Хорватска
Велика Хорватска је насељено место у саставу општине Десинић у Крапинско-загорској жупанији, Хрватска. До територијалне реорганизације у Хрватској налазила се у саставу старе општине Преграда.

## Становништво
На попису становништва 2011. године, Велика Хорватска је имала 271 становника.

## Попис1991.
На попису становништва 1991. године, насељено место Велика Хорватска је имало 301 становника, следећег националног састава:
| Попис 1991.‍  | Попис 1991.‍  | Попис 1991.‍ | Попис 1991.‍ | Попис 1991.‍ |
| ------------ | ------------ | ----------- | ----------- | ----------- |
|              |              |             |             |             |
| Хрвати       | Хрвати       |             | 300         | 99,66%      |
| неопредељени | неопредељени |             | 1           | 0,33%       |
| укупно: 301  |              |             |             |             |